# Équipe de Tahiti de football à la Coupe des confédérations 2013
L'équipe de Tahiti de football participe à sa 1re Coupe des confédérations lors de l'édition 2013 qui se tient au Brésil du 15 juin 2013 au 30 juin 2013.
Forte de son titre continental glané en 2012, à savoir la Coupe d'Océanie 2012, la sélection des Toa Aito (les Guerriers de fer en tahitien) a réalisé plusieurs stages de préparation ainsi que des qualifications pour la Coupe du monde 2014.
Lors du tournoi final, les Toa Aito sont surpassés par le haut niveau des autres sélections (Nigeria, Espagne et Uruguay) et malgré le soutien populaire, ils n'ont pas pu défendre leur chance face à des grandes nations footballistiques. Néanmoins, ils ont sauvé l'honneur en inscrivant un but contre le Nigeria.
Cependant, cette expérience brésilienne est sans lendemain car les espoirs mis dans ce tournoi afin de faire progresser la sélection n'ont pas été atteints, même pire, ils sont baissés.

## Préparations pour la Coupe des Confédérations

### Un fiasco lors du tour final des qualifications pour la Coupe du monde 2014

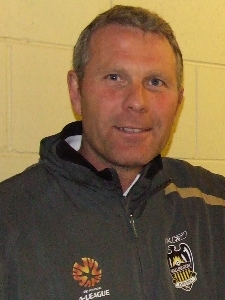
Le sélectionneur néo-zélandais Ricki Herbert, ici en 2008, a largement dominé Tahiti lors de la double confrontation en octobre 2012, permet aux All Whites de terminer premiers et de disputer le barrage intercontinental.

Après la victoire lors de la Coupe d'Océanie 2012 permettant aux Toa Aito de se qualifier pour la Coupe des Confédérations 2013, la sélection tahitienne est favorite et affronte les Salomon, la Nouvelle-Calédonie et la Nouvelle-Zélande afin de déterminer quelle sera la sélection admise pour un barrage intercontinentale contre le quatrième de la zone CONCACAF.
Lors de la première journée, les Toa Aito affrontent les îles Salomon, match qui est vu comme un remake de la demi-finale de la Coupe d'Océanie 2012. Pour ce match, Lorenzo Tehau est suspendu et Marama Vahirua n'a pas pu être disponible à cause de son arrivée en prêt dans le club grec de Panthrakikos pour une saison. Lors de ce match, les Toa Aito concèdent deux buts puis Nicolas Vallar est expulsé à la 44e minute après un tacle dangereux sur Henry Fa'arodo et est suspendu pour le match contre la Nouvelle-Calédonie. Le sélectionneur tahitien, après le match, regrette le manque d'efforts et le mauvais entame de match des Toa Aito.
Lors de la deuxième journée contre la Nouvelle-Calédonie, une revanche de la finale pour les Cagous, les Toa Aito ont cédé lors de la seconde période, encaissant quatre buts et  ont été battus dans tous les compartiments du jeu, comme le regrette Eddy Etaeta. Après ce match, les espoirs de qualification pour le Mondial au Brésil sont très minces.
Après une parenthèse d'un mois avec la Coupe de l'Outre-Mer 2012, les Toa Aito retrouvent les All Whites et ont encaissé deux buts sur des coups de pied arrêtés. Comme le reconnaît le sélectionneur tahitien, le match a été un combat physique remporté facilement par les Néo-Zélandais et les erreurs commises ont été vite punies par deux buts. De même, il reconnaît que maintenant les prochains matchs vont servir de préparation à la Coupe des Confédérations 2013.

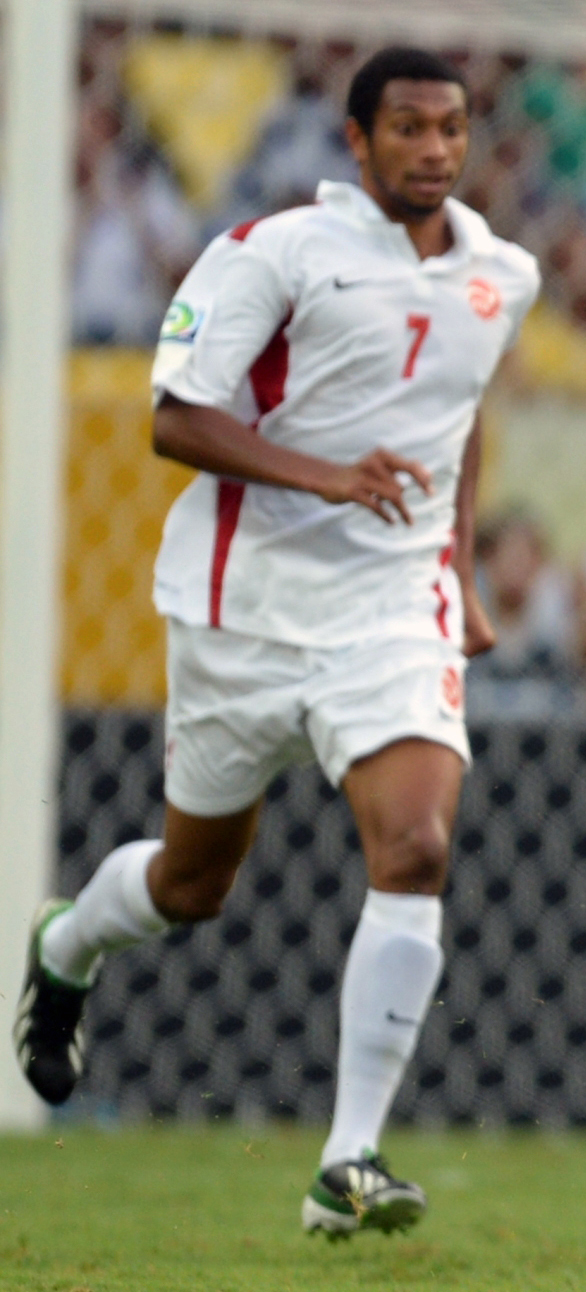
Le milieu de terrain tahitien Heimano Bourebare a inscrit l'un des deux buts tahitiens lors du match contre les îles Salomon (2-0), dans le cadre de la cinquième journée.

Quatre jours plus tard à Christchurch, les Toa Aito s'écroulent une nouvelle fois contre les All Whites sur le score de trois buts à zéro,. Comme les journaux néo-zélandais le rapportent, Tahiti a perdu de sa superbe depuis la victoire lors de la Coupe d'Océanie 2012 et a été incapable de récupérer le ballon durant tout le match. Avec aucune victoire et aucun but inscrit en quatre matchs, Tahiti est officiellement non qualifié pour la Coupe du monde 2014.
Pour la cinquième journée le 22 mars 2013, les Toa Aito avec un effectif fatigué à cause de la finale de la Coupe de Polynésie française qui a eu lieu le 19 et à un championnat terminé quelques jours plus tôt, affrontent les Salomon qui sont totalement remaniés, inscrivent leurs deux premiers buts par Bourebare et Hnanyine et remportent leur première victoire de ce tour final. Malgré une faible opposition, le sélectionneur tahitien trouve que les Toa Aito ont fait trop d'erreurs bien que cela soit un bon résultat.
Pour finir, lors de la dernière journée, l'effectif des Toa Aito est totalement remanié du fait de la participation de l'AS Dragon à la Ligue des champions 2013-2014 et permet la sélection de nouveaux joueurs comme Ricky Aitamai, Rainui Aroita et Yohann Tihoni et de rappeler Gary Rochette. Ce remaniement n'a pas l'effet escompté puisque les Néo-Calédoniens dominent durant toute la rencontre et inscrivent l'unique but du match par César Lolohea en fin de match.
Finalement, le tour final se solde par cinq défaites et une victoire, avec seulement deux buts inscrits et douze encaissés, loin des espoirs entrevus lors de la Coupe d'Océanie 2012. Le sélectionneur Eddy Etaeta dresse un bilan peu sévère afin d'épargner les joueurs et se projette maintenant sur le tournoi en juin 2013 au Brésil.

« Je suis forcément déçu par ce résultat et ce but qu’on encaisse en toute fin de match.
Mais nous avons joué avec une équipe remodelée, où l’on retrouvait notamment plusieurs jeunes qui fêtaient leur première sélection, comme Yohann Tihoni par exemple [...]. Ce qui nous a manqué c’est peut-être un peu plus de maîtrise, que ça soit au niveau technique, tactique, ou encore au niveau de la possession.
Maintenant la suite pour nous, c’est la préparation pour la Coupe des Confédérations qui démarre début avril. J’espère que les nouveaux qui ont joué ici vont stimuler le groupe pour créer une réelle émulation. Il va falloir continuer à travailler sur le plan technique et tactique. »

### Préparations en France et en Australie

#### La Coupe de l'Outre-mer 2012: Relancer les Toa Aito

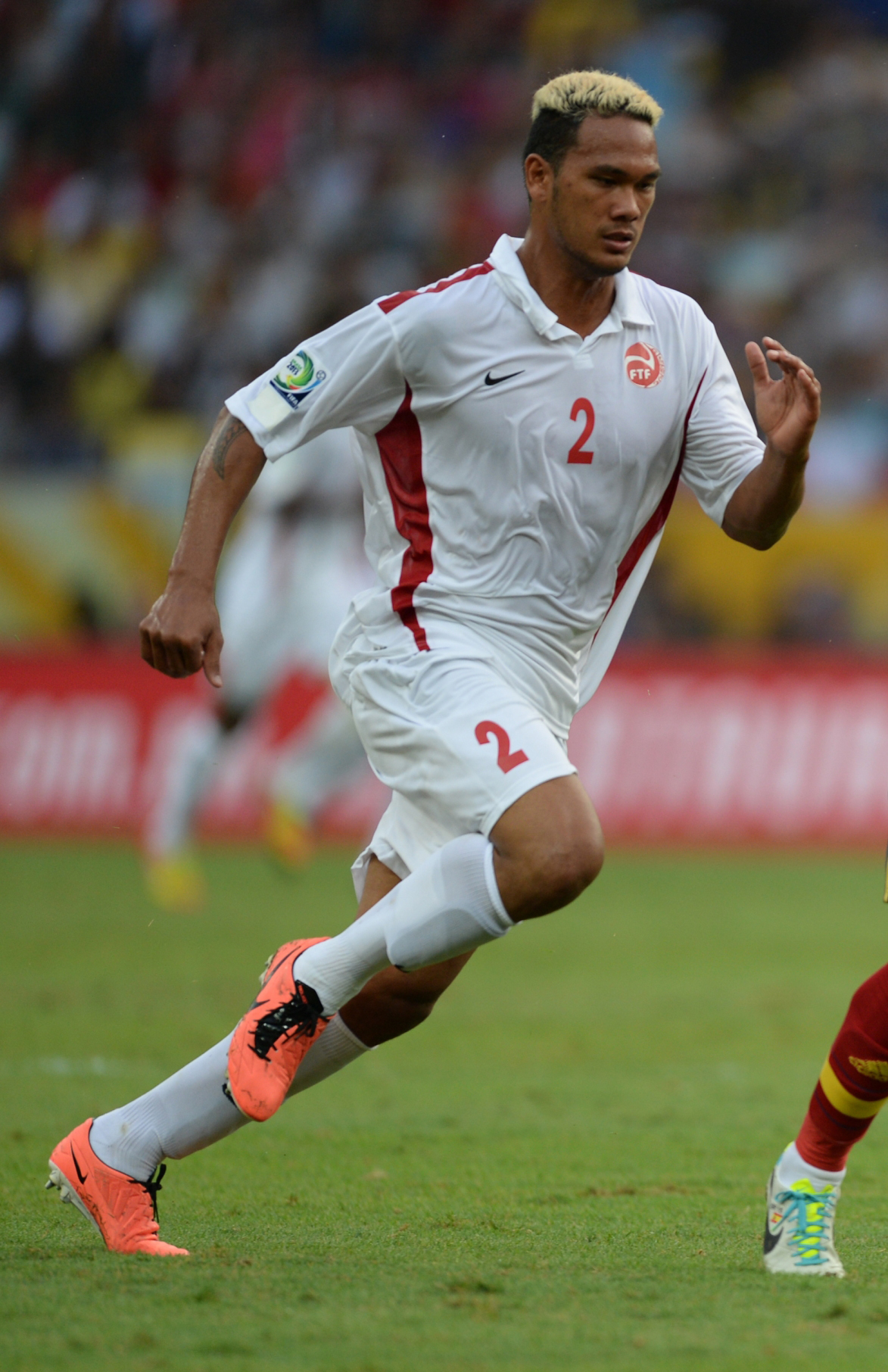
L'attaquant tahitien Alvin Tehau, ici en 2013 contre l'Espagne, a marqué deux des trois buts des Toa Aito lors du match contre le tenant du titre, à savoir la Martinique (3-2).

Après la deuxième journée des éliminatoires de la Coupe du monde 2014, les Toa Aito partent le 15 septembre pour Paris dans le cadre de la Coupe de l'Outre-Mer 2012, réunissant tous les départements et territoires d'outre-mer français, dont fait partie la Polynésie française. L'objectif affiché par le sélectionneur Eddy Etaeta est de relancer la dynamique après deux défaites lors du tour final des éliminatoires.
Après avoir été battus à la surprise générale par Mayotte lors du premier match, les Toa Aito réussissent l'exploit de battre le tenant du titre, à savoir la Martinique, sur le score de trois buts à deux. Enfin pour la troisième et dernière journée, le match contre les Cagous s'est soldé par une victoire sur le score d'un but à zéro, grâce à Steevy Chong Hue. Malgré deux victoires, les Toa Aito terminent troisièmes du groupe, à égalité avec Mayotte et la Martinique mais avec une différence de buts défavorable, d'où un match pour la cinquième place contre la Guyane. Finalement, les Toa Aito terminent sixièmes, après une ultime défaite deux buts à un contre les Guyanais.
Finalement, l'objectif avant le tournoi d'Eddy Etaeta, à savoir de redresser la barre, a été réalisé, sans pour autant être dépassé.

#### Février 2013: Tournée difficile en Australie

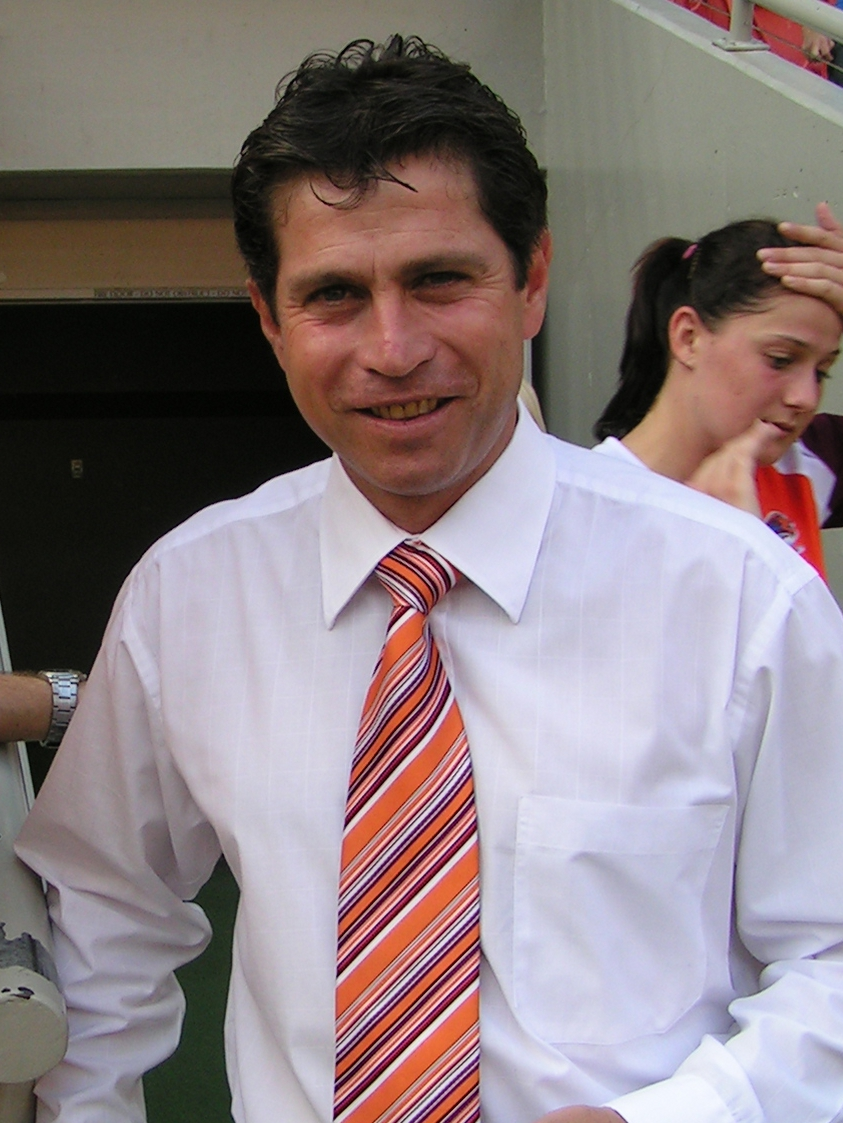
Les joueurs de Frank Farina (entraîneur du Sydney FC) dominent largement Tahiti sur le score de 4-0.

Tout en préparant les éliminatoires pour le Mondial 2014 (à savoir les cinquième et sixième journées), les Toa Aito se préparent pour la Coupe des Confédérations 2013 et c'est dans ce cadre que le sélectionneur Eddy Etaeta décide d'organiser en février 2013 un stage en Australie. En compagnie de dix-huit joueurs dont quatre de retour ou nouveaux (Stéphane Faatiarau, Samuel Hnanyine, Tauhiti Keck et Bruno Tetuanui), ils vont affronter le 6  février le Sydney FC puis deux jours plus tard les Mounties Wanderers (en). Le sélectionneur veut conserver l'ossature de l'équipe victorieuse de la Coupe d'Océanie 2012, tout en intégrant quelques jeunes afin de favoriser l'émulation, selon ses dires.
Lors du premier match, les Toa Aito affrontent l'équipe de l'attaquant italien Alessandro Del Piero, évoluant en première division australienne. Jouant très défensivement (5-4-1), ils tiennent défensivement durant la première période jusqu'à la 43e minute mais c'est en seconde période qu'ils s'écroulent avec trois buts encaissés, ce que regrette le sélectionneur tahitien après le match. Ce match se solde finalement sur une lourde défaite sur le score de 4-0 et a vu aussi la blessure de Nicolas Vallar, forfait pour le match suivant.
Quant au second match, la sélection tahitienne, dans le même schéma que le match précédent, domine la première période sans pour autant concrétiser (un but de Teaonui Tehau a été refusé à la 35e minute pour un hors-jeu). Mais lors de la seconde période, alors que les Toa Aito ont la possession de balle, les meilleures occasions sont australiennes et c'est à la 53e minute qu'ils cèdent, trompant Bruno Tetuanui. Finalement, ils s'inclinent une nouvelle fois en Australie et le bilan n'est pas terrible, à savoir deux défaites en deux matchs.
Finalement, le sélectionneur retient de cette tournée en Australie que les joueurs manquaient de jus, surtout lors du second match, et n'étaient pas efficaces en attaque. Il a voulu tester un schéma défensif en vue du tournoi au Brésil et a remarqué qu'il y a encore beaucoup de travail à effectuer sur le plan physique et athlétique. De même pour certains joueurs, ils doivent également faire un effort pour leur poids.

### Dernier stage en Amérique du Sud avant le tournoi

#### Premier aperçu du haut niveau au Chili

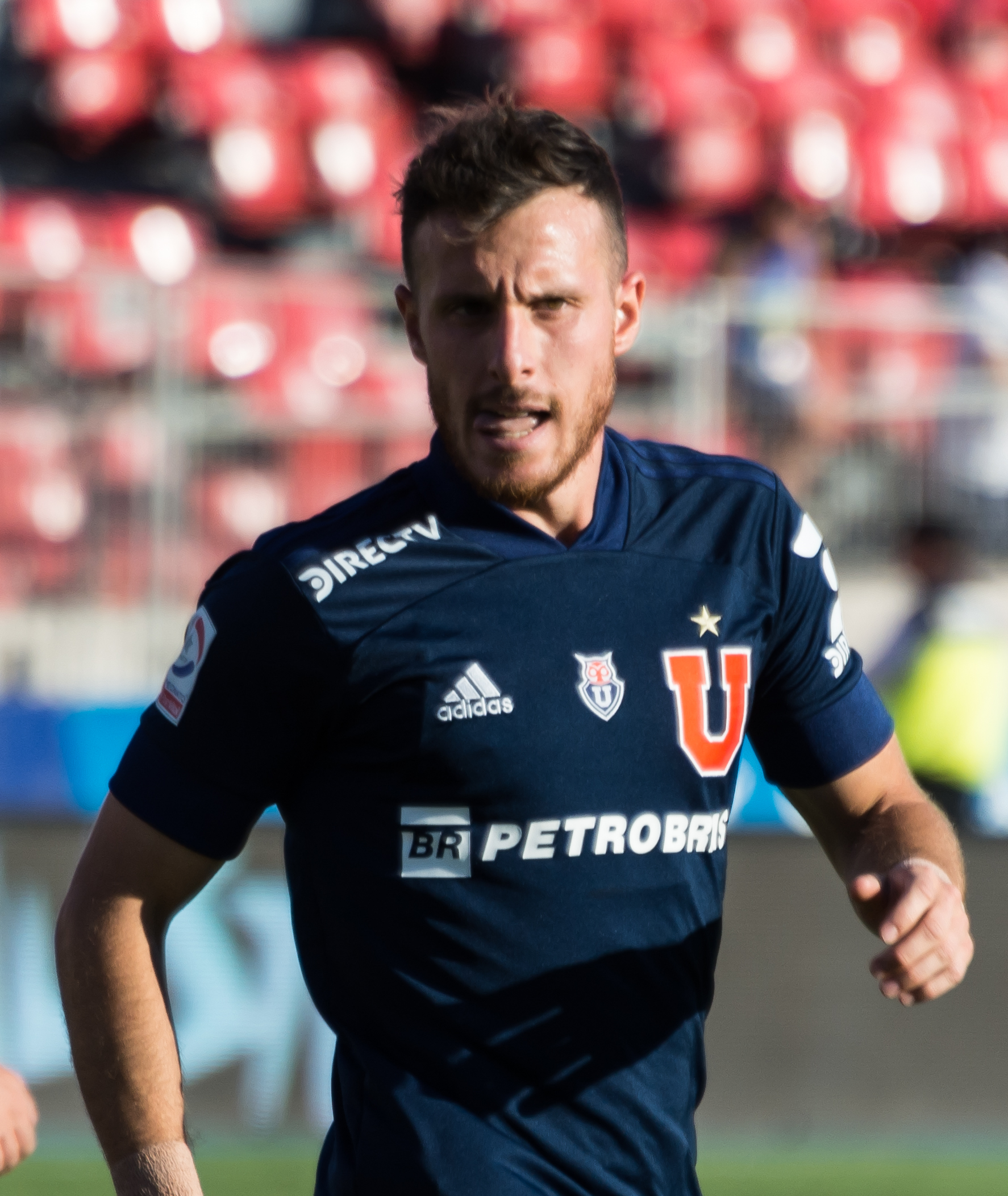
L'attaquant chilien Ángelo Henríquez, ici en 2020, a inscrit un triplé contre Tahiti lors de la débâcle des Toa Aito le 4 juin 2013 (0-7).

Après l'annonce de la liste des 23 Tahitiens pour le tournoi au Brésil le 23 mai et la réception à la mairie de Papeete le 24 mai, Eddy Etaeta et ses joueurs partent pour le Chili et arrivent sur place le 28 mai à 21 heures. Durant ce stage de 8 jours, basés à Santiago, les Toa Aito vont successivement affronter le 30 les moins de 20 ans du U de Chile, puis le 1er juin le club de deuxième division de Deportes Magallanes et pour finir les espoirs chiliens le 4.
Pour leur premier match, mis à part Stéphane Faatiarau (blessé à la hanche), le sélectionneur fait jouer tous les joueurs (les trois gardiens jouent tous trente minute). Le succès trois buts à un des Toa Aito donne de la confiance aux joueurs face à une opposition plutôt faible. Quant au second match contre Deportes Magallanes, la sélection tahitienne a eu un contrôle anti-dopage à 7 heures puis l'après-midi elle a affronté le club de deuxième division chilienne (es). Comme pour le match précédent, le sélectionneur fait jouer tout l'effectif mis à part Ricky Aitamai, Tamatoa Wagemann et Vincent Simon et joue défensivement. La rencontre est plus difficile, concédant le premier but sur penalty juste avant la mi-temps et Nicolas Vallar se blesse à la cheville. En seconde période, les Toa Aito sont plus percutants et inscrivent deux buts dans le dernier quart d'heure pour remporter leur deuxième match.
Après le deuxième match, le défenseur Teheivarii Ludivion résume bien le sérieux et la rigueur défensive des Toa Aito le bilan des deux premiers matchs au Chili : 

« On a fait une analyse vidéo après notre premier match. Grâce à ce qu’on a observé, on était mieux défensivement sur ce match. On communique mieux et on bloque mieux les intervalles. Il nous reste encore des matchs avant d’entamer la compétition, mais ça commence à venir. Ce que je retiens c’est qu’on n’a pas lâché. On a continué à défendre, défendre, puis ça a payé. On a été combatifs. On va rester sur le positif, mais il reste encore des points à travailler avec le coach.
L’équipe que l’on a affrontée était un peu plus rapide et plus technique que lors du premier match. Ils manquaient peut-être un peu d’agressivité mais ils ont bien fait tourner, et ils nous ont mis un peu en difficulté. Mardi ça sera encore le niveau d’au dessus face aux U20 du Chili. Ça sera encore plus rapide et plus technique. Mais pour moi ça reste un match de foot. »

Pour finir, le match contre les espoirs chiliens s'est soldé par une large défaite sur le score de sept buts à zéro, ce que le sélectionneur tahitien considère comme une fessée et un match qui montre le niveau attendu pour jouer la Coupe des confédérations. Il prône un changement de mentalité, à savoir être plus compétiteurs et d'aller davantage aux duels. Après cela, les Toa Aito retournent à Santiago le 5 et partent pour le Brésil le 6 juin.

#### Les derniers jours avant la compétition au Brésil

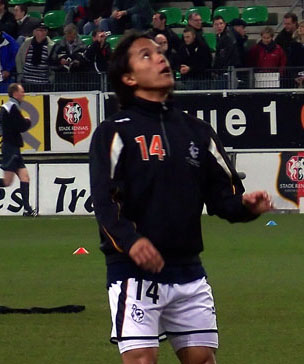
L'attaquant Marama Vahirua, malgré un stage moyen en Amérique du Sud, veut motiver les Toa Aito pour bien valoriser la sélection aux yeux du monde.

Enfin, la dernière ligne droite avant le tournoi se concrétise avec l'arrivée des Toa Aito au Brésil le 7 juin, au matin. Initialement, il était prévu que la sélection fasse trois matchs au Brésil avant le tournoi mais c'est finalement un seul qui est disputé. De même, les Toa Aito avaient demandé à affronter la France, déjà présente sur place pour deux matchs amicaux, mais cela a été refusé par la FFF.
Pour autant, ils avaient organisé 36 heures après leur arrivée un match contre le club brésilien de l'América Mineiro, qui s'est soldé par une défaite sur le score d'un but à zéro. Pour expliquer cette défaite, le sélectionneur Eddy Etaeta et le gardien Xavier Samin mettent cela sur le compte de la fatigue et de l'accumulation des matchs. Après cela, la sélection se prépare tranquillement avant de disputer son premier match contre le Nigeria. Après cela, le défenseur Rainui Aroita est mis à l'essai par le club brésilien.
Avec un bilan de deux victoires et de deux défaites, la sélection tahitienne classée 138e au classement FIFA doit se préparer au haut niveau, ce que confirme Marama Vahirua dans un entretien à RMC Sport le 15 juin 2013 : 

« On ne se fait pas d’illusions. Je ne suis pas là pour gagner la Coupe des Confédérations. Mon objectif premier est de montrer aux jeunes que, grâce au football, on peut être considéré comme un pro et jouer contre des stars. C’est sûr qu’on va beaucoup courir et que notre gardien aura beaucoup de travail. Mais c’est la plus belle vitrine, le meilleur agent.
[Après la large défaite contre les moins de 20 ans chiliens] Là, ils ont vu le haut niveau, ils étaient impressionnés. Pour eux, ça allait vite, mais je leur ai dit que ce n’était rien et qu’au très haut niveau, on allait cracher nos poumons ! On va tout faire pour ne pas prendre de raclées et être digne de notre pays. C’est rigolo, il ne faut pas se prendre la tête car ce n’est pas dans notre mentalité. »

Les Toa Aito ont réservé pour le temps de la compétition 3 étages d'un hôtel, à savoir le SESC Venda Nova et ont accès aux terrains d'entraînement de l'América Mineiro jusqu'au 12 juin puis à ceux de l'hôtel. Selon Globo Esporte, la FTF a réservé l'hôtel jusqu'au 24 juin, soit le lendemain du troisième match de poule.

## La Coupe des confédérations 2013: une expérience inédite pour les Toa Aito

### Choisir les 23 Toa Aito pour le Brésil

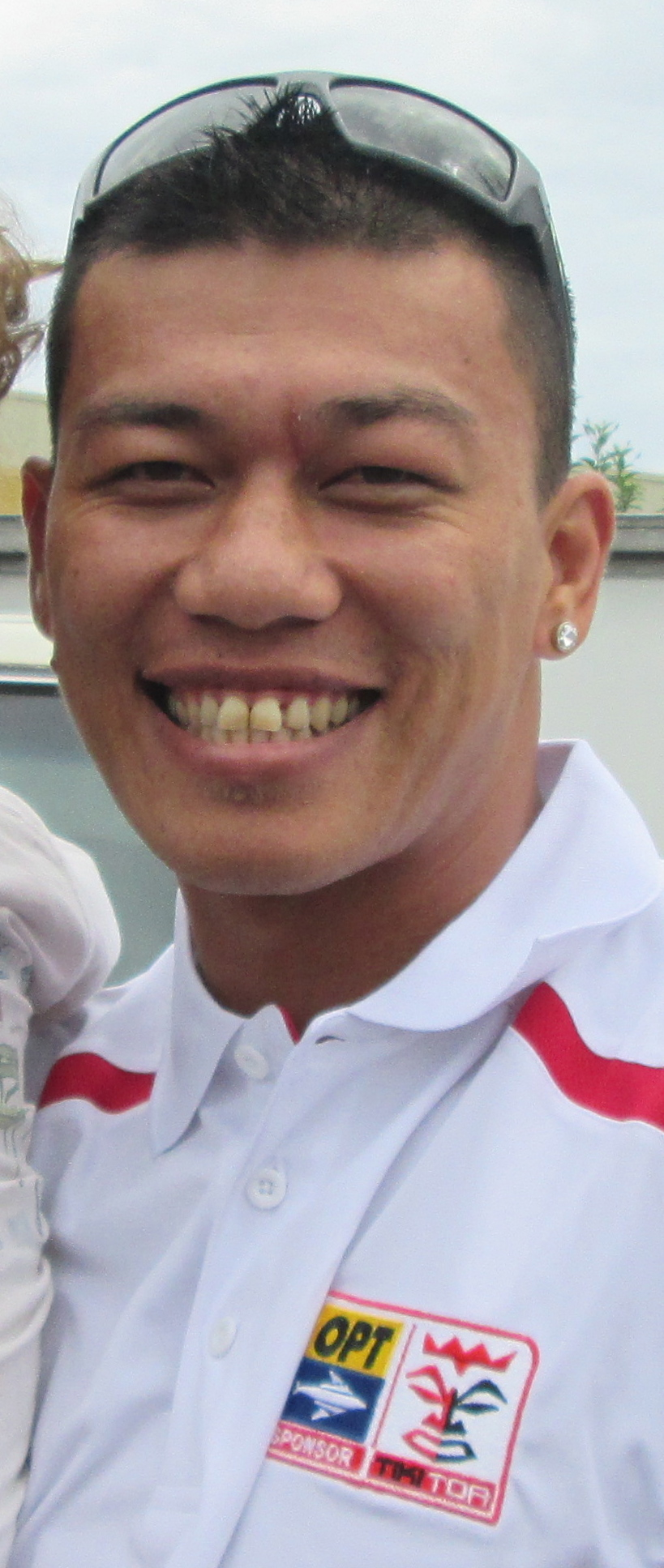
Le défenseur Angelo Tchen fait partie des huit joueurs non retenus pour la Coupe des Confédérations.

Afin de mieux préparer la compétition, le sélectionneur Eddy Etaeta a profité des différentes préparations pour faire une revue d'effectif et tester des nouveaux joueurs. Cent jours avant le match contre le Nigeria, il a établi une pré-liste de 31 joueurs et c'est lors d'une annonce télévisée sur Tahiti Nui TV qu'il donne sa liste définitive le 23 mai 2013.
Quant aux 8 joueurs non retenus par le sélectionneur, il s'agit du gardien de but Bruno Tetuanui, des défenseurs Pierre Kugogne et Angelo Tchen, des milieux de terrain Efrain Arañeda, Tauhiti Keck, Hiroana Poroiaeet Jean-Victor Tinorua et de l'attaquant Axel Williams.
Au sein de sa liste, il a utilisé 8 joueurs qui ont déjà participé à la Coupe du monde de football des moins de 20 ans 2009, ainsi que des éléments ayant remporté la Coupe d'Océanie 2012. Il convoque aussi le footballeur professionnel Marama Vahirua, qui depuis 2012 a été appelé en sélection,, afin de donner un cadre rigoureux aux joueurs tahitiens amateurs. C'est avec cette liste des 23 joueurs que les Toa Aito vont faire les stages au Chili puis au Brésil afin de mieux se préparer au tournoi.
Un tiers des joueurs est sans emploi et certains joueurs qui ont un emploi en parallèle de leur carrière footballistique comme Samuel Hnanyine (livreur),, Teheivarii Ludivion (alpiniste) ou Gilbert Meriel (fait de l'audit pour l'entreprise de conseil KMPG) ont dû prendre des congés pour la compétition finale. Ces congés sont payés par la fédération depuis deux mois.
Pour Marama Vahirua, la sélection tahitienne a le niveau d'une équipe de CFA 2 ou de DH.

### Tahiti face au haut niveau

#### J1: Face au champion d'Afrique, Tahiti perd largement mais rentre dans l'Histoire.

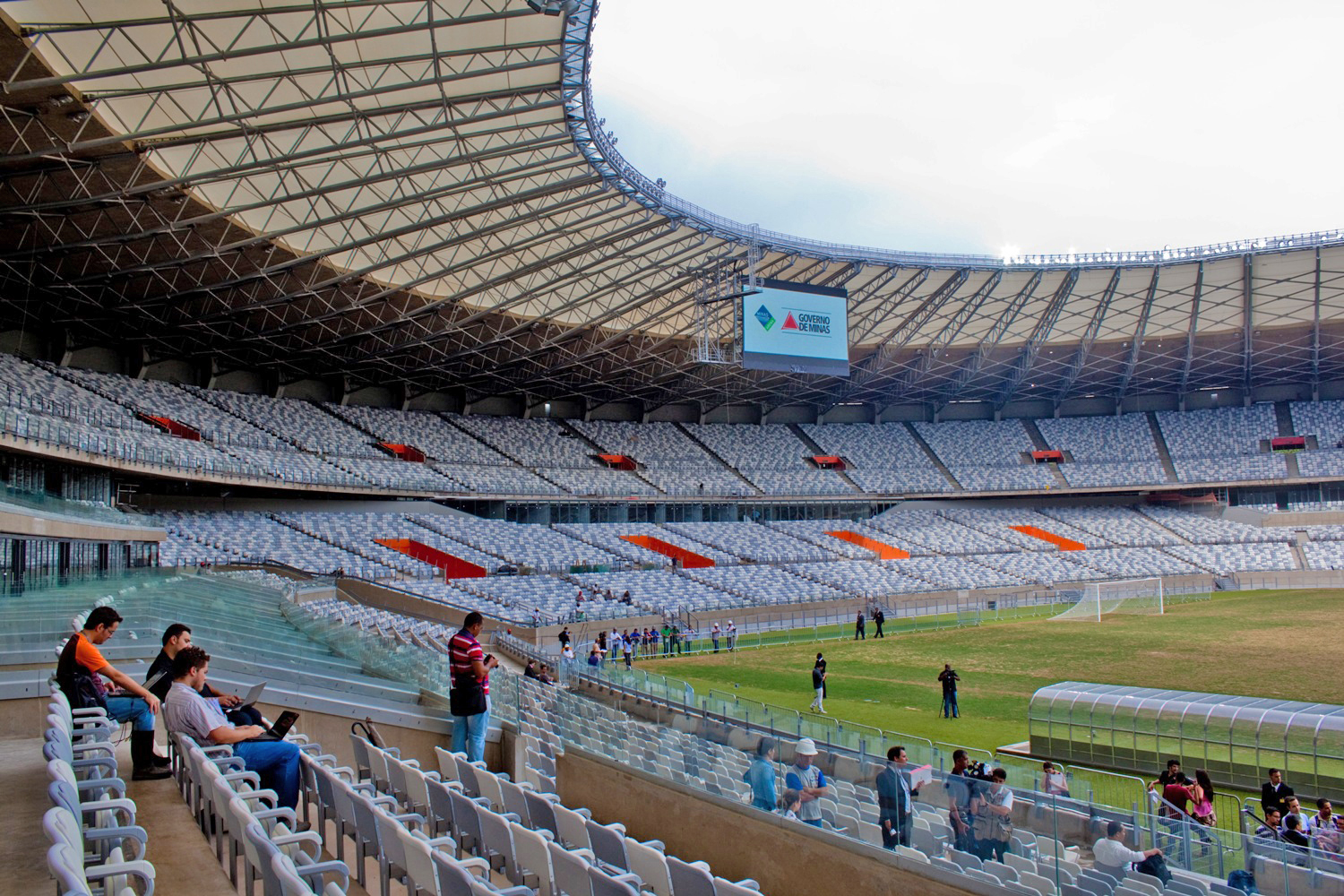
Les personnes se trouvant dans l'Estádio Governador Magalhães Pinto pour le match Tahiti-Nigeria ont pris cause et fait pour les Toa Aito. La joie des supporters s'est exprimée au moment du but tahitien de Jonathan Tehau.

Les Toa Aito affrontent les Super Eagles dans un contexte tendu : tout d'abord, le Nigeria a joué un match amical contre le Mexique le 31 mai puis deux matchs éliminatoires pour la Coupe du monde 2014 contre le Kenya et la Namibie, se soldant par une victoire et un match nul. Cependant après le match contre la Namibie, les Super Eagles refusent de prendre le vol prévu pour l'Afrique du Sud à cause des primes promises non versées après le match contre le Kenya. Après l'intervention du ministre des sports nigérian Bolaji Abdullahi (en), ils sont finalement arrivés au Brésil le dimanche matin, soit la veille du match contre Tahiti. Ensuite, à Belo Horizonte, troisième ville du Brésil avec 2 375 444 habitants selon le recensement de 2010, la police brésilienne a bloqué la route menant au stade et a dispersé une manifestation aux abords de ce dernier où se tient le match entre les Toa Aito et les Super Eagles.
Pour ce match entre le champion d'Océanie et le champion d'Afrique,, les Toa Aito sont côtés à 400/1 par les bookmakers et ont comme objectifs de marquer un but et idéalement de tenir une mi-temps sans encaisser de buts.
Fait surprenant, les Toa Aito lors des hymnes nationaux entonnent non pas La Marseillaise mais ’Ia ora ’o Tahiti Nui, du fait de leur statut particulier. En première période, la fragilité de la défense des Toa Aito est visible : en effet, ils  concèdent déjà après seulement cinq minutes un but, sur une frappe d’Echiejile déviée par Nicolas Vallar puis cinq minutes plus tard, la mauvaise passe de Heimano Bourebare profite à Oduamadi pour inscrire le deuxième but. Puis il faut attendre une grosse faute de main du gardien de but Xavier Samin qui profite à Oduamadi à la 26e minute pour punir la fébrilité polynésienne en première période. Opportunistes et efficaces, les Super Eagles dominent complètement les Toa Aito lors de la première période.

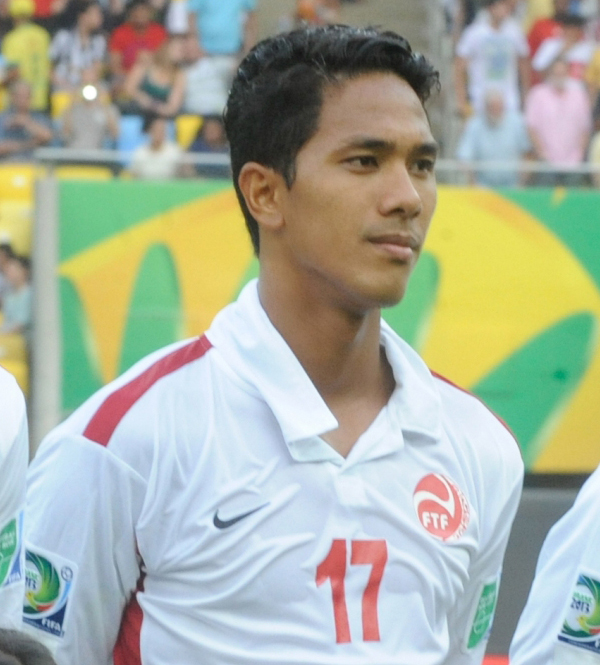
Le défenseur tahitien Jonathan Tehau inscrit le but des Toa Aito à la 54e minute, ce qui constitue une performance inespérée pour cette sélection. Néanmoins, quinze minutes plus tard, il marque contre son camp.

Après en seconde période, à la cinquante-quatrième minute, le corner tiré par Marama Vahirua après le second poteau trouve la tête de Jonathan Tehau qui devance Efe Ambrose et marque le premier but des Toa Aito dans cette compétition, devant un stade acquis aux Toa Aito. Le but est célébré par les joueurs tahitiens avec le geste de la pagaie que Marama Vahirua a popularisé lorsqu'il jouait à Nantes. Après, ils tiennent le coup mais craque vingt minutes avant la fin par un but contre son camp de Jonathan Tehau puis par deux buts d'Echiejile et d'Oduamadi. Finalement, les Toa Aito s'inclinent logiquement six buts à un, un écart de buts identique au score à la Coupe du monde de football des moins de 20 ans 2009 entre les deux sélections quatre années auparavant,.
Après la fin du match, le sélectionneur nigérian Stephen Keshi est plutôt déçu de la manière et estime que les Super Eagles n'ont pas joué à un haut niveau et qu'ils étaient fatigués du fait de leur arrivée au Brésil la veille alors qu'au contraire, le sélectionneur tahitien Eddy Etaeta est heureux de la performance d'avoir inscrit un but, en occultant les six buts concédés et les erreurs. Pour ce dernier, il a même reçu un message du président de Polynésie française Gaston Flosse félicitant les Toa Aito d'avoir mis en avant leur territoire sur la scène mondiale. Quant à l'attaquant Marama Vahirua, il insiste sur le grand écart entre les deux sélections et l'ambiance du stade soutenant les Toa Aito.

« Stephen Keshi : Nous n'avions pas joué à un haut niveau. Notre performance n'était pas aussi que contre le Mexique. Peut-être qu'ils regardaient les Tahitiens comme une équipe faible. Nous travaillons toujours pour ça. La fatigue était encore présente mais nous espérons nous ressaisir avant le match contre l'Uruguay. »

« Eddy Etaeta : J'étais profondément ému, je pleurais presque. Nous regardions les Coupes du monde à la télévision. Aujourd'hui, nous étions acteurs. Tahiti regardait. Notre président nous a envoyé un message et a suspendu une réunion du cabinet à cause de cela. »

« Marama Vahirua : On est une équipe d'amateurs, oui [...], mais il y avait un monde entre eux et nous. Le public de Belo Horizonte est devenu fan de Tahiti. Cela fait deux semaines qu'on est là. Entendre 20 000 spectateurs qui chantaient "Tahiti ! Tahiti !", j'en avais des frissons ! »

#### J2: Face aux champions d'Europe et du monde, Tahiti connaît la pire défaite de son histoire

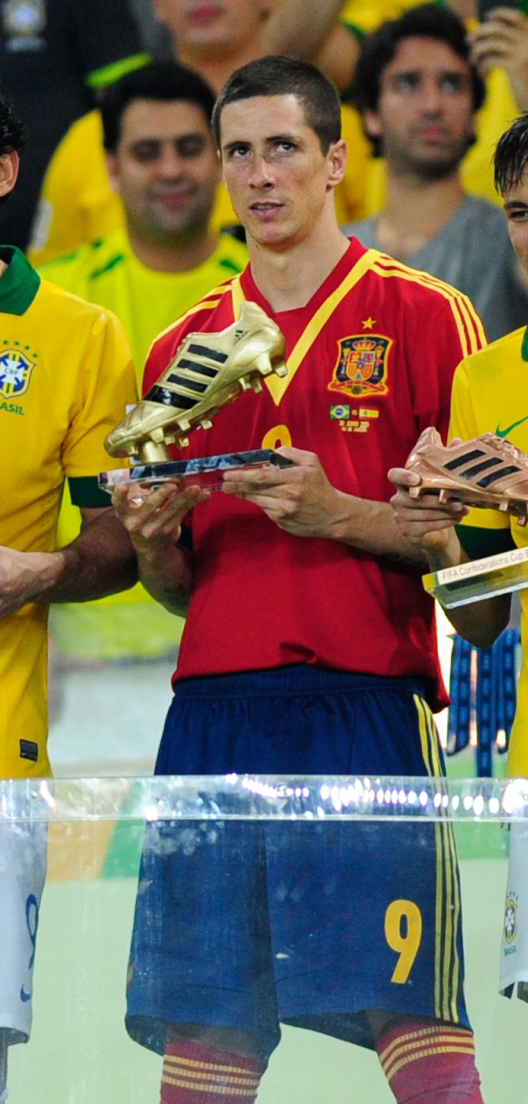
L'attaquant espagnol Fernando Torres inscrit un quadruplé contre Tahiti et a raté un pénalty durant le match.

Après avoir affronté le champion d'Afrique, les Toa Aito affrontent les champions du monde et double champion d'Europe, à savoir la Roja. Comme pour le match précédent, la tension au Brésil se manifeste aussi à Rio de Janeiro, la police évalue à 30000 manifestants sont dans les rues et autour du stade. En parallèle, le site de la Fédération tahitienne a été hacké par une personne qui souhaite bonne chance aux Toa Aito contre l'Espagne (Hacked by Naruto Hacker, « Wish you best of luck against Spain !!! »)
Soutenus par le public du Maracanã,, les Toa Aito affrontent une sélection espagnole remaniée, par rapport au match précédent mis à part Sergio Ramos. De plus, César Azpilicueta a la particularité d'avoir déjà joué un match Espagne-Tahiti, lors de la Coupe du monde des moins de 20 ans 2009. Quant à Tahiti, le sélectionneur garde une bonne partie des joueurs contre le Nigeria et change trois joueurs, à savoir le gardien Mikaël Roche et deux défenseurs Teheivarii Ludivion et Edson Lemaire. 

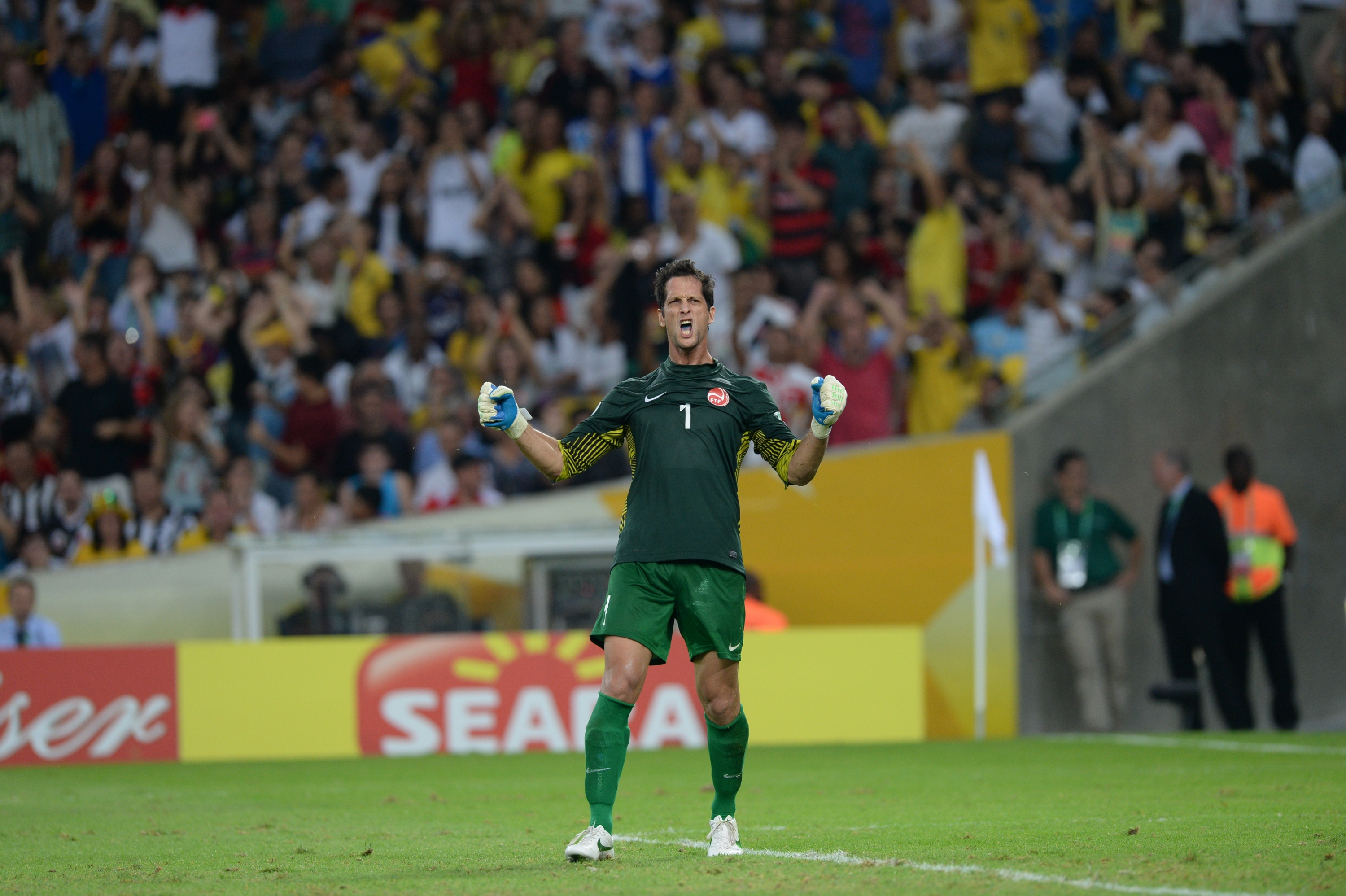
Le gardien de but tahitien Mikaël Roche exprime sa joie après le pénalty raté par Fernando Torres à la 78e minute, alors qu'il y a 8-0 pour l'Espagne.

Dès le début du match, les Espagnols prennent les Toa Aito à la gorge. Le but refusé pour hors-jeu à la 2e minute de David Villa sonne comme un avertissement pour les Toa Aito car trois minutes plus tard, Torres ouvre le score dans un angle fermé. Mais à la 12e minute, Steevy Chong Hue part au but et Azpilicueta commet une faute dans la surface, cependant l'arbitre algérien Djamel Haimoudi, ne siffle pas. Puis les Toa Aito tiennent jusqu'à la demi-heure puis concèdent trois buts en sept minutes (doublé de Villa et but de Torres). A la mi-temps, la Roja mène 4-0.
En seconde période, les assauts espagnols reprennent et les Toa Aito concèdent quatre buts aux 49e, 57e, 64e et 66e minutes. Malgré un score de huit buts à zéro à la 66e minute, les Espagnols continuent et obtiennent un pénalty à la suite d'une main de Ricky Aitamai. Fernando Torres tire le pénalty sur la barre transversale et le stade exulte de joie mais une minute plus tard, il inscrit le neuvième but du match. Enfin, à la 89e minute, les Toa Aito encaissent un dixième but par David Silva. Finalement, avec 19 tirs dont dix cadrés face à un seul tir non cadré pour les Toa Aito, les Tahitiens n'ont rien pu faire face aux 62% de possession de balle des Espagnols.

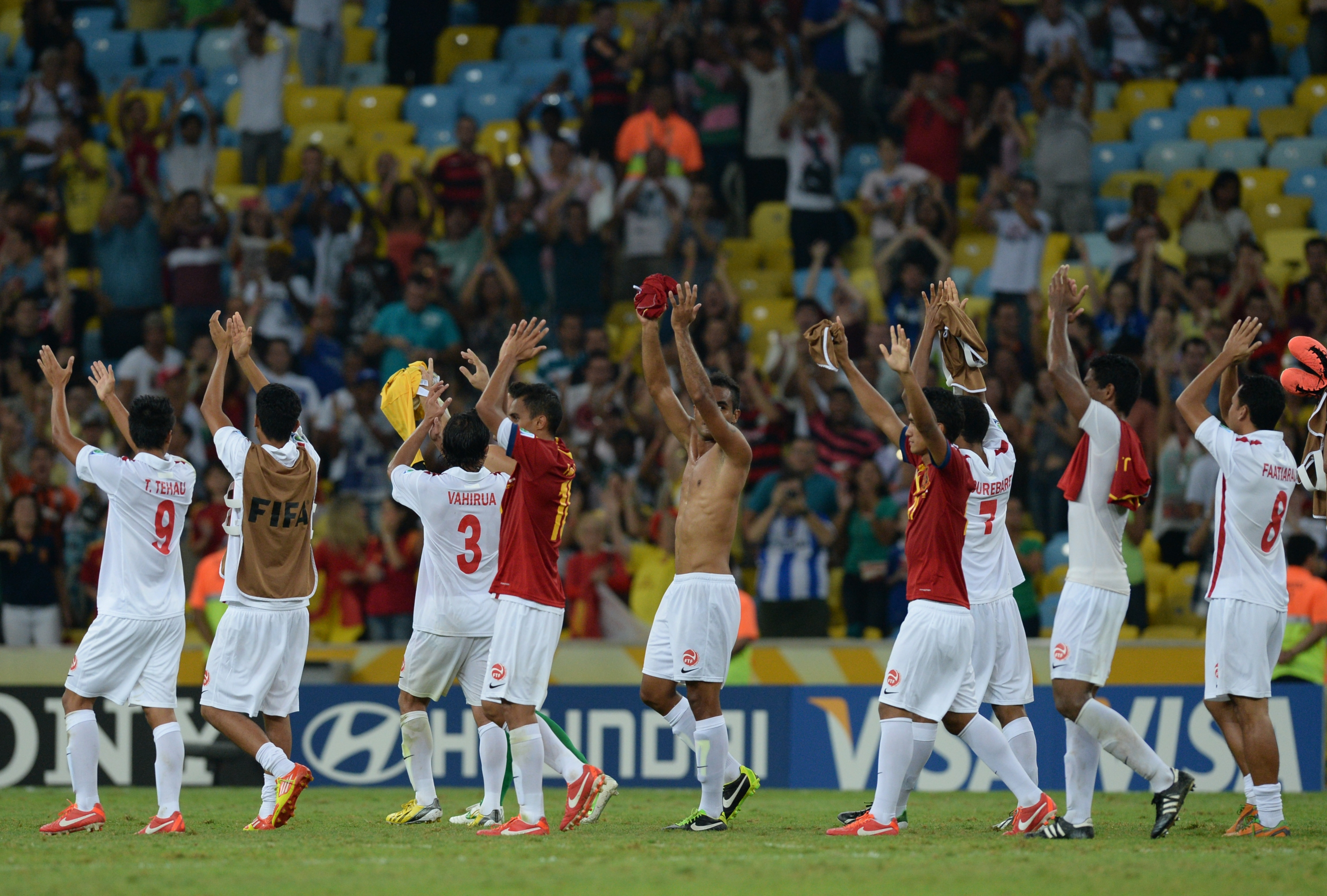
Après le match, les Toa Aito font un tour d'honneur et remercient les supporters brésiliens de les avoir soutenus.

Après la fin du match, le sélectionneur espagnol Vicente Del Bosque vante le sérieux de la Roja et insiste sur la supériorité de l'Espagne même s'il regrette les sifflets contre la Roja. Quant à l'attaquant Fernando Torres, qui avait avant le match l'objectif de se montrer auprès du sélectionneur, il a marqué quatre buts et vante le bon esprit des Tahitiens qui n'ont pas cherché à jouer de manière agressive.
En ce qui concerne les Tahitiens, contrairement au premier match, les discours ne parlent que de l'ambiance mais moins de la large défaite, évoquée par le gardien tahitien Mikaël Roche.

« Vicente Del Bosque : L'équipe a bien joué et a disputé la rencontre avec un sérieux. La supériorité a été évidente et c'est pour cela que ces dix buts. [Concernant les sifflets durant le match contre l'Espagne], je ne suis pas sûr qu'ils aient été contre l'Espagne. Ils sont allés plus loin que ce qui se passait sur le terrain. »

« Fernando Torres : J'étais profondément ému, je pleurais presque. Nous regardions les Coupes du monde à la télévision. Aujourd'hui, nous étions acteurs. Tahiti regardait. Notre président nous a envoyé un message et a suspendu une réunion du cabinet à cause de cela. »

« Eddy Etaeta : Nous avons gagné le cœur du public ! »

« Mikaël Roche : Je déteste encaisser des buts, à c'est-à-dire dix, ça me fait mal, c'est plus douloureux que ma main [sur laquelle Torres a marché pendant le match]. Mais bon, c'est le jeu. »

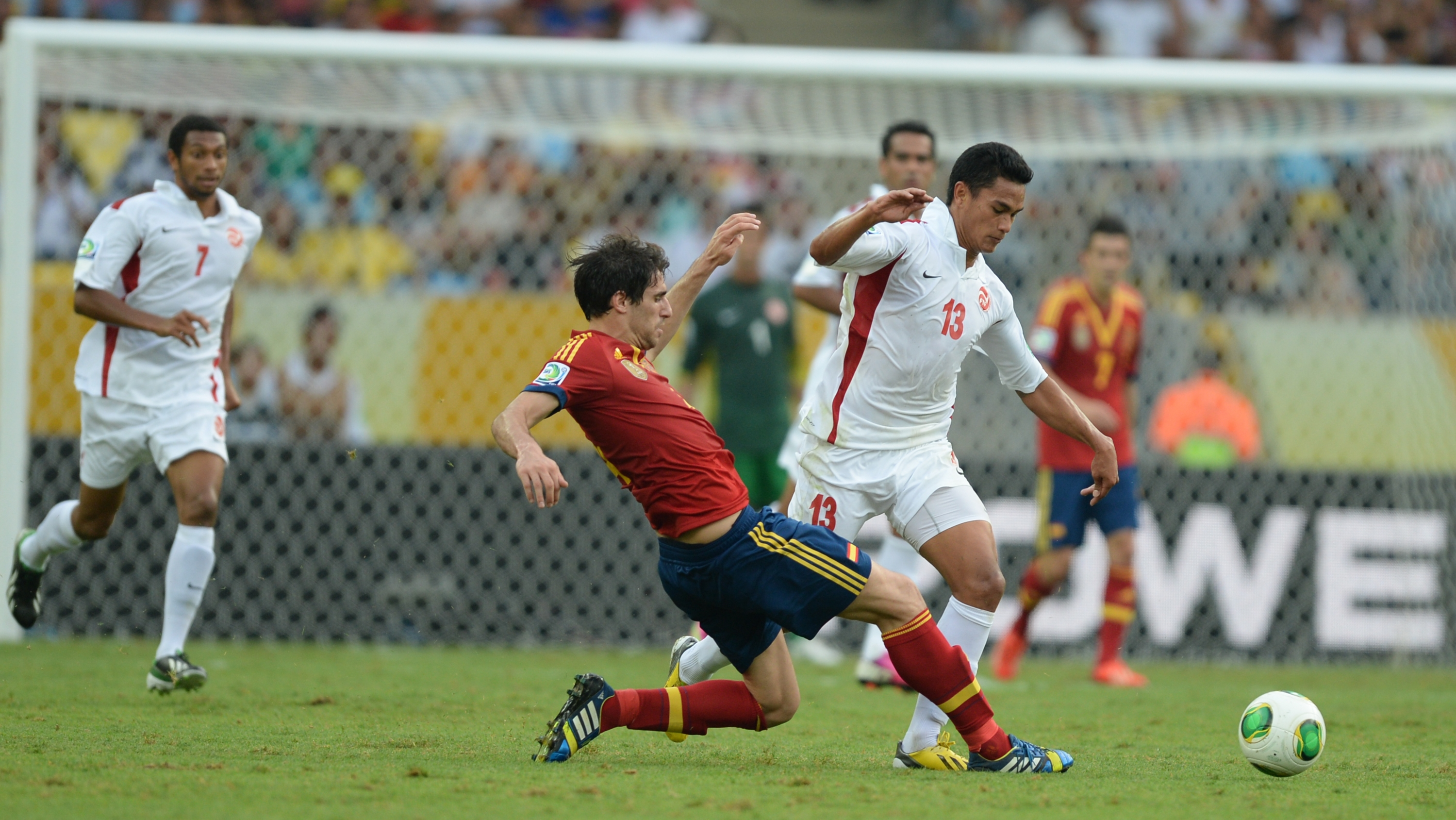
Le Tahitien Steevy Chong Hue tente de se défaire du marquage de Cesc Fàbregas lors du match contre l'Espagne.

Après coup, ce match constitue le match avec le score le plus large dans une compétition internationale de la FIFA, devançant les matchs entre la Hongrie et la Corée du Sud (9-0) au Mondial 1954, entre la Hongrie et le Salvador (10-1) au Mondial 1982 et entre la Yougoslavie contre le Zaïre (9-0) lors du Mondial 1974. Avec cette victoire, l'Espagne réalise son troisième match avec le plus prolifique en termes de buts inscrits,. A contrario, pour les Tahitiens, ce match égale leur pire défaite concédée de leur histoire, à savoir un 10-0 contre la Nouvelle-Zélande en 2004,.

#### J3: Face au vainqueur de la Copa América, les Toa Aito sont surclassés.

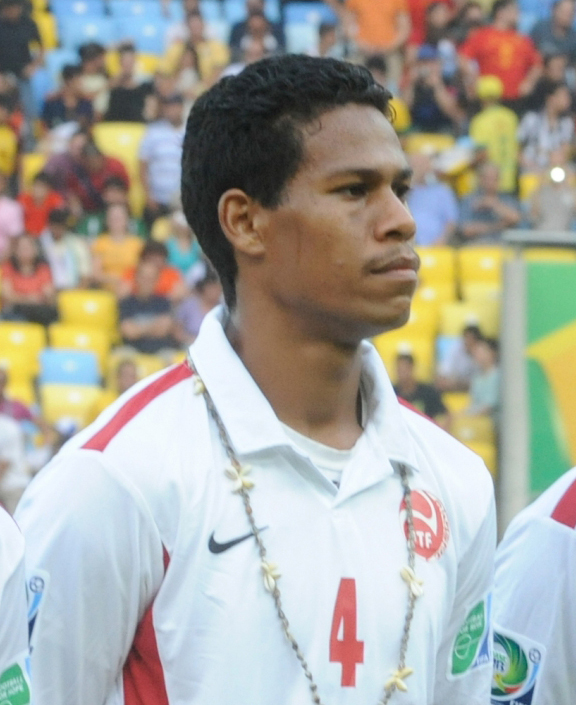
Le défenseur tahitien Teheivarii Ludivion, ici contre l'Espagne, est expulsé à la 59e minute, après avoir reçu deux cartons jaunes.

Déjà éliminés, les Toa Aito affrontent le champion d'Amérique du Sud, l'Uruguay, qui a besoin d'une victoire pour se qualifier pour les demi-finales. L'adversaire des Toa Aito va jouer sans Diego Lugano (suspendu) ainsi que sans son trio d'attaque habituel, à savoir Diego Forlan, Edinson Cavani et Luis Suarez. Pour ce troisième match des Toa Aito, le sélectionneur tahitien aligne un troisième gardien différent, à savoir Gilbert Meriel et titularise pour la première fois dans le tournoi Vincent Simon, Samuel Hnanyine et Lorenzo Tehau.
Dès le coup d'envoi, les Uruguayens ouvrent le score après une minute et vingt secondes, sur un corner dévié de la tête par Andrés Scotti pour Abel Hernández, qui marque au deuxième poteau de la tête aux six mètres. Malgré le soutien du public brésilien aux Toa Aito, la Céleste continue d'attaquer et il faut attendre la 24e minute pour voir Abel Hernández partir en face-à-face avec le gardien et malgré le retour de Jonathan Tehau, il réalise un coup du sombrero et frappe de suite pour le second but du match. Trois minutes plus tard, les Toa Aito subissent la pression des Uruguayens et jouent le hors-jeu mais sur un centre au-dessus de la défense, Diego Pérez (football) réalise une tête au point de penalty qui touche la base du poteau et rentre tranquillement, pour le 3-0. Il faut attendre la 34e minute pour avoir une occasion tahitienne par l'intermédiaire de Marama Vahirua. Puis les cinq minutes suivantes, les Toa Aito attaquent et se créent trois occasions grâce à Chong Hue mais dans le temps additionnel, l'Uruguayen Hernández à la limite du hors-jeu surprend la défense à revers et inscrit le quatrième but.

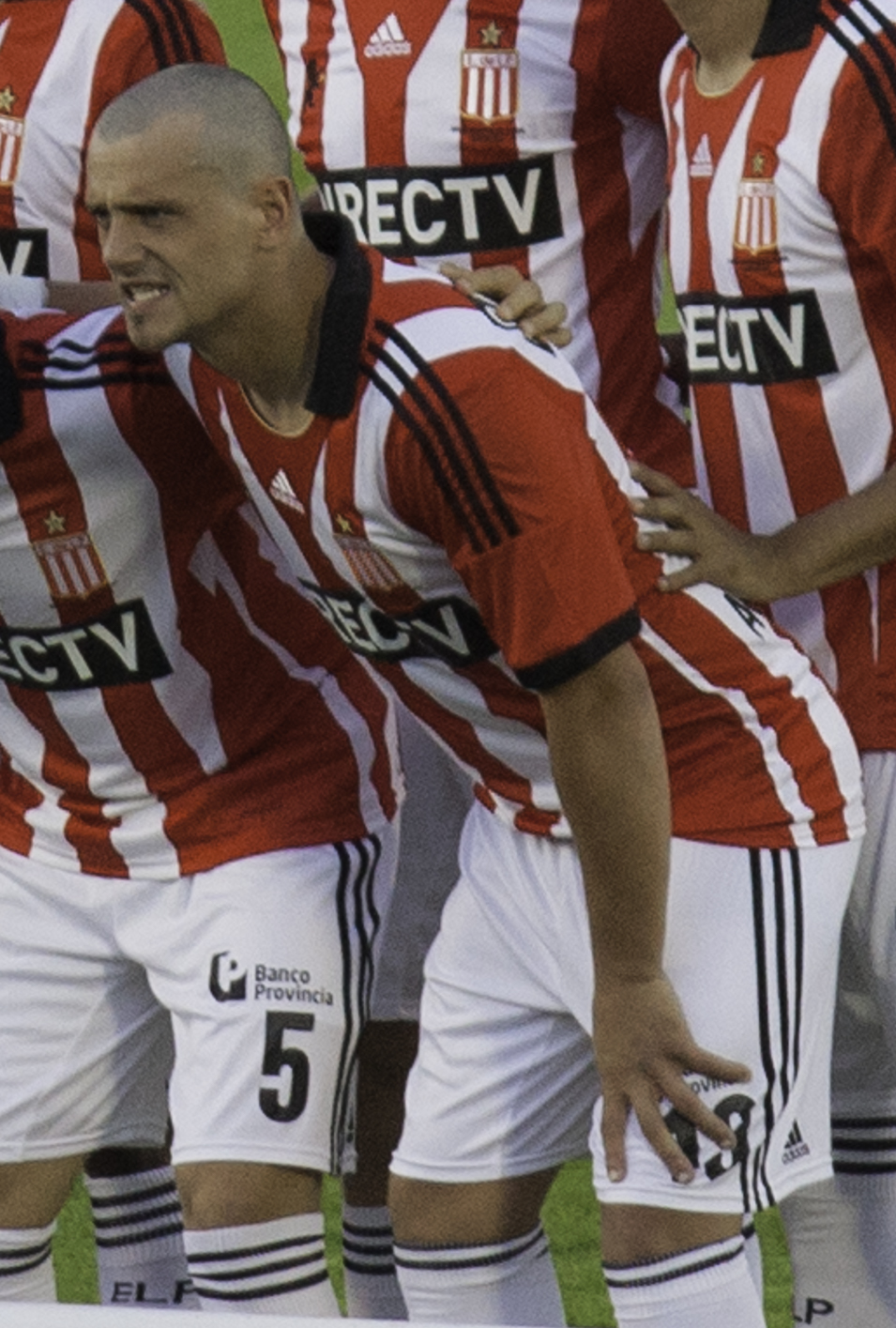
L'arrière gauche uruguayen Matías Aguirregaray est à l'origine des deux penalties sifflés durant le match, après deux fautes de Steevy Chong Hue.

Durant la seconde période, après une occasion ratée de Chong Hue dès la 46e minute, les Tahitiens veulent marquer mais à la 48e minute, l'Uruguayen Matías Aguirregaray est accroché dans la surface par le défenseur tahitien Nicolas Vallar et l'arbitre portugais Pedro Proença, désigne le point de pénalty. Andrés Scotti tire le pénalty mollement sur la droite, qui est arrêté par Meriel à la 49e minute. Mais une minute plus tard, Scotti est expulsé après son deuxième carton jaune à la suite d'une faute sur Steevy Chong Hue. À 11 contre 10, les Toa Aito mettent la pression sur la Céleste, cependant le défenseur Teheivarii Ludivion est expulsé à la 58e minute pour un deuxième carton jaune. La conséquence se fait sentir puisque Nicolas Lodeiro inscrit le cinquième but deux minutes plus tard sur une passe de Gargano et cinq minutes plus tard, un nouveau pénalty est sifflé pour les Uruguayens après une nouvelle faute de Chong Hue sur Aguirregaray. À la différence du premier pénalty, c'est Abel Hernández qui le tire et le transforme pour le score de 6-0 en prenant à contre-pied le gardien tahitien. Après cela, c’est-à-dire à la 69e minute, le sélectionneur uruguayen effectue son premier et unique changement, faisant rentrer Luis Suárez à la place de Gastón Ramírez. Après deux occasions tahitiens de Caroine et de Chong Hue aux 72e et 73e minutes, les Uruguayens continuent leur jeu et après un incroyable raté d'Hernández à la 79e minute, c'est finalement Luis Suárez qui part en contre-attaque et s'amuse des Tahitiens Caroine et Meriel, inscrivant le septième but uruguayen. Malgré le large score, les Toa Aito continuent à subir les vagues uruguayennes et le sauvetage de Jonathan Tehau à la 83e minute repousse l'échéance du huitième but, qui va être inscrit à la 89e minute toujours par Luis Suárez, qui se joue de la défense pour marquer d'une frappe croisée aux dix-huit mètres. Les deux buts de Luis Suárez font de lui le meilleur buteur de la Céleste, avec 35 buts inscrits. 

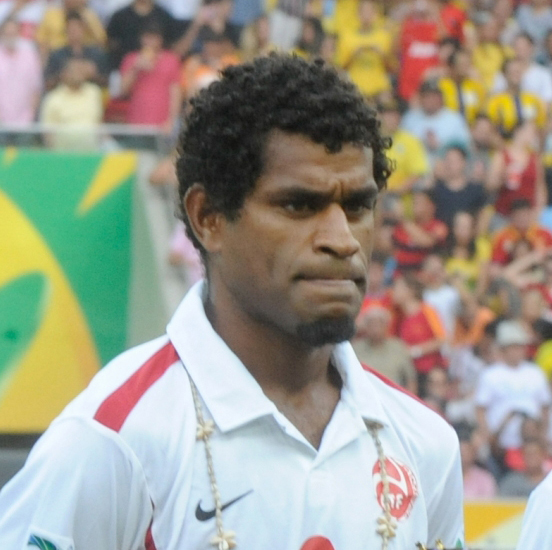
Le milieu de terrain Henri Caroine, ici contre l'Espagne lors du match précédent, a dû jouer en défense après l'expulsion de Ludivion et n'a rien pu faire sur les deux buts de Suárez.

Cela se termine par un score sans appel de huit buts à zéro, ce qui met fin au tournoi pour les Toa Aito, qui ont bien remercié les supporters brésiliens pour leur soutien inconditionnel avec une banderole en portugais avec un slogan « Obrigado Brasil! ». Lors de l'après-match, alors que pour les Uruguayens, c'était une simple formalité, pour les Tahitiens, le match est secondaire mais pas l'ambiance et le soutien des locaux pour les Toa Aito qui constituent une expérience inoubliable. 

« Oscar Tabarez : Heureusement pour nous, ce qui devait arriver arriva. »

« Eddy Etaeta : Mes joueurs ont joué avec leurs cœurs et avec leurs convictions. C'est ce qui est le plus pour nous. À la fin du match, nous avions mis un point d'honneur à remercier le public brésilien avec la banderole. »

« Steevy Chong Hue : Nous avons été très surpris par l'amour montré par le public envers nous. Nous les remercions du plus profond de notre cœur. [...] Mais ce qui était important pour nous était de représenter notre pays et ses valeurs. C'est un vrai rêve pour nous, parce que trois, quatre, cinq ans avant nous n'aurions pas pu imaginer jouer ici face aux meilleurs joueurs mondiaux. »

## Bilan et l'après-tournoi

### Le bilan des Toa Aito, le retour au fenua et suspension par la FIFA d'un joueur
| Rang | Équipe  | Pts | J | G | N | P | Bp | Bc | Diff |  | Résultats (▼ dom., ► ext.) |  |     |     |      |
| ---- | ------- | --- | - | - | - | - | -- | -- | ---- |  | -------------------------- |  | --- | --- | ---- |
| 1    | Espagne | 9   | 3 | 3 | 0 | 0 | 15 | 1  | +14  |  | Espagne                    |  | 2-1 | 3-0 | 10-0 |
| 2    | Uruguay | 6   | 3 | 2 | 0 | 1 | 11 | 3  | +8   |  | Uruguay                    |  |     | 2-1 | 8-0  |
| 3    | Nigeria | 3   | 3 | 1 | 0 | 2 | 7  | 6  | +1   |  | Nigeria                    |  |     |     | 6-1  |
| 4    | Tahiti  | 0   | 3 | 0 | 0 | 3 | 1  | 24 | -23  |  | Tahiti                     |  |     |     |      |

     Équipe qualifiée ou victorieuse; Pts = points; J = joués; G = gagnés; N = nuls; P = perdus;
Bp = buts pour; Bc = buts contre; Diff = différence de buts
Avec une dernière place dans le classement fait par la FIFA, avec un but inscrit et vingt-quatre buts inscrits, Tahiti a tenté d'exister mais comme le dit le sélectionneur tahitien Eddy Etaeta après le retour au fenua, « c'est une dure réalité entre le football tahitien et le football de haut niveau, un fossé entre amateurs et professionnels ». Néanmoins, les Toa Aito ont fait mieux que le Canada en 2001, la Grèce en 2005 et l'Irak en 2009 en inscrivant un but dans ce tournoi. De même, la FTF récolte un million de dollars américains pour leur participation. À la suite de ce tournoi, Tahiti chute  dans le classement FIFA du 4 juillet 2013, perdant 68 points et passant de la 138e place à la 154e place.

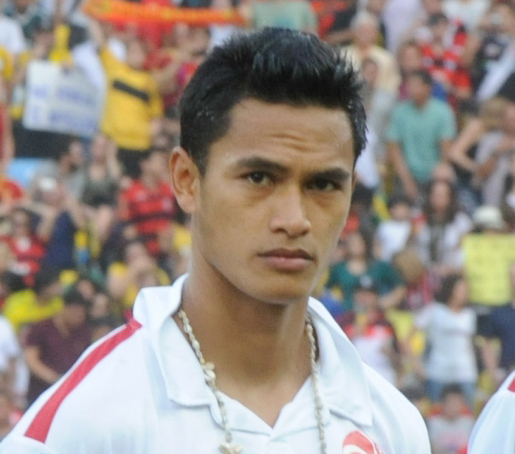
L'attaquant tahitien Steevy Chong Hue a été mis à l'essai par le FC Lorient en juillet 2013 pendant deux semaines mais n'a pas été retenu.

Après la défaite contre l'Uruguay, les Toa Aito quittent leur hôtel au Brésil le 24 juin et retournent au fenua dès le 25 juin. Dès le lendemain de ce retour au fenua, Marama Vahirua annonce sa retraite internationale avec les Toa Aito. Puis le 27 juin, les Toa Aito sont invités par le président de l'assemblée de Polynésie Édouard Fritch et reçoivent les honneurs du fare pote'e de la part des membres de l'assemblée.
Grâce à la participation au tournoi brésilien et sous les recommandations de Marama Vahirua, l'attaquant Steevy Chong Hue est mis à l'essai, en juillet 2013 pendant deux semaines par le club français du FC Lorient,. Il dispute le match de préparation d'avant-saison en tant que titulaire contre le Stade rennais, le 24 juillet, match se soldant par une défaite 4-1 des Merlus. Mais après l'essai, il n'est pas conservé par les Merlus.
Cependant, le 31 juillet 2013, sur les six joueurs tahitiens soumis au contrôle antidopage lors du tournoi, un seul s'est révélé positif et il s'agit du défenseur tahitien Vincent Simon, qui a joué deux des trois matchs dans le tournoi brésilien, est provisoirement suspendu par la FIFA à la suite d'un contrôle anti-dopage positif après le match contre l'Uruguay pendant trente jours. Il affirme qu'il a pris un médicament pour soigner un rhume persistant. Puis, le 27 septembre est confirmé la suspension du joueur pour six mois après le test positif à la tuaminoheptane, un produit inscrit dans la liste des produits prohibés par l'AMA en 2013 et ne peut rejouer qu'à partir du 7 février 2014.

### Un moment de gloire sans lendemain pour les Toa Aito

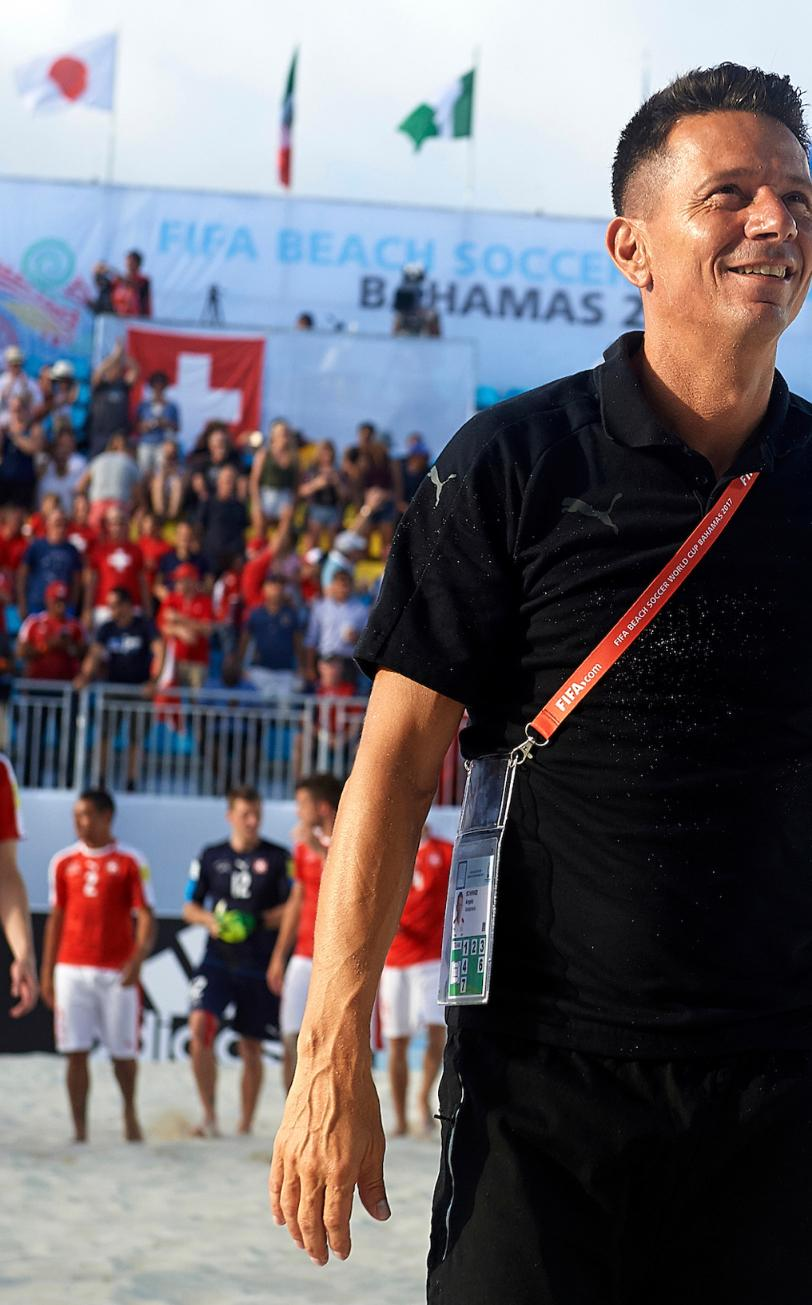
Le Suisse Angelo Schirinzi dirige la sélection tahitienne (les Tiki Aito) et atteint la quatrième place à la coupe du monde 2013 à domicile.

Loin des espoirs issus de la victoire en coupe d'Océanie 2012, les Toa Aito ont tenté de s'en sortir au Brésil, sans grand succès. Mais la ferveur populaire vue au Brésil ne s'est pas autant manifestée en Polynésie française, qui est davantage ciblée sur la Coupe du monde de beach soccer qui a lieu quelque temps après la Coupe des confédérations 2013 et à domicile entre les 18 et 28 septembre 2013. Les Tiki Toa (surnom de la sélection tahitienne de beach soccer) atteignent la quatrième place, battus par le Brésil au tir au but (7-7 tab 1-0).
De même, la sélection ne joue plus de match officiel à partir de juin 2013, puis en 2015 Eddy Etaeta quitte la sélection pour être remplacé Patrice Flaccadori puis par Ludovic Graugnard et il faut attendre la Coupe d'Océanie 2016 pour revoir la sélection des Toa Aito rejouer un match international, à savoir le match du premier tour contre les Samoa le 29 mai 2016 (victoire 4-0). Cependant, les Toa Aito ne passent pas le premier tour du tournoi à cause d'une différence de buts défavorable face à la Papouasie-Nouvelle-Guinée et la Nouvelle-Calédonie. Après cela, les Toa Aito n'ont pas réussi à remporter une nouvelle fois la coupe d'Océanie, ni à se qualifier pour la coupe du monde.